# Leptogaster schaefferi
Leptogaster schaefferi är en tvåvingeart som beskrevs av Werner Back 1909. Leptogaster schaefferi ingår i släktet Leptogaster och familjen rovflugor.
Artens utbredningsområde är Texas. Inga underarter finns listade i Catalogue of Life.